# Boston Celtics 2014-2015
La stagione 2014-2015 dei Boston Celtics fu la 69ª nella NBA per la franchigia.
I Boston Celtics arrivarono secondi nella Atlantic Division della Eastern Conference con un record di 40-42. Nei play-off persero al primo turno con i Cleveland Cavaliers (4-0).

## Roster
| N° | Naz.                   | Ruolo | Sportivo         | Anno | Alt. | Peso \|\| |  |
| -- | ---------------------- | ----- | ---------------- | ---- | ---- | --------- |  |
| 0  | Stati Uniti (bandiera) | G     | Avery Bradley    | 1990 | 188  | 82        |  |
| 4  | Stati Uniti (bandiera) | G     | Isaiah Thomas    | 1989 | 175  | 84        |  |
| 4  | Stati Uniti (bandiera) | G     | Marcus Thornton  | 1987 | 193  | 93        |  |
| 7  | Stati Uniti (bandiera) | AC    | Jared Sullinger  | 1992 | 206  | 127       |  |
| 8  | Stati Uniti (bandiera) | A     | Jeff Green       | 1986 | 206  | 107       |  |
| 8  | Svezia (bandiera)      | A     | Jonas Jerebko    | 1987 | 208  | 105       |  |
| 9  | Stati Uniti (bandiera) | G     | Rajon Rondo      | 1986 | 185  | 78        |  |
| 11 | Stati Uniti (bandiera) | G     | Evan Turner      | 1988 | 201  | 93        |  |
| 12 | Canada (bandiera)      | A     | Dwight Powell    | 1991 | 211  | 109       |  |
| 12 | Stati Uniti (bandiera) | A     | Tayshaun Prince  | 1980 | 206  | 98        |  |
| 13 | Stati Uniti (bandiera) | G     | James Young      | 1995 | 198  | 98        |  |
| 26 | Stati Uniti (bandiera) | G     | Phil Pressey     | 1991 | 180  | 79        |  |
| 28 | Stati Uniti (bandiera) | G     | Jameer Nelson    | 1982 | 183  | 86        |  |
| 30 | Stati Uniti (bandiera) | AG    | Brandon Bass     | 1985 | 203  | 109       |  |
| 34 | Stati Uniti (bandiera) | AC    | Brandan Wright   | 1987 | 206  | 93        |  |
| 36 | Stati Uniti (bandiera) | G     | Marcus Smart     | 1994 | 193  | 100       |  |
| 41 | Canada (bandiera)      | AC    | Kelly Olynyk     | 1991 | 213  | 108       |  |
| 42 | Stati Uniti (bandiera) | A     | Shavlik Randolph | 1983 | 208  | 109       |  |
| 44 | Stati Uniti (bandiera) | C     | Tyler Zeller     | 1990 | 213  | 113       |  |
| 45 | Stati Uniti (bandiera) | A     | Gerald Wallace   | 1982 | 201  | 98        |  |
| 70 | Italia (bandiera)      | A     | Luigi Datome     | 1987 | 203  | 98        |  |
| 99 | Stati Uniti (bandiera) | A     | Jae Crowder      | 1990 | 201  | 109       |  |

### Staff tecnico
- Allenatore: Brad Stevens
- Vice-allenatori: Jamie Young, Jay Larrañaga, Walter McCarty, Micah Shrewsberry, Darren Erman
- Preparatore fisico: Bryan Doo
- Preparatore atletico: Ed Lacerte